# Кравцова, Людмила Михайловна
Людмила Михайловна Кравцова (январь 1917—4 июля 1996) — передовик советского сельского хозяйства, звеньевая по сахарной свёкле колхоза имени Ленина Рубцовского района Алтайского края, Герой Социалистического Труда (1957).

## Биография
Родилась в 1917 году в селе Черёмное, ныне Павловского района Алтайского края в семье крестьянина.
Работать начала на железной дороге путевым обходчиком. В 1938 году семья переехала в село Безрукавка Рубцовского района. Вступила в местный колхоз «Красный сигнал», который позже был переименован в «Колхоз имени Ленина», а в дальнейшем реорганизован в совхоз «Никольский».
Трудилась в бригаде по выращиванию сахарной свёклы, в годы войны возглавила полеводческое звено. Весь труд производился вручную. По итогам 1956 года её звено добилось лучшего результата по сбору урожая сахарной свёклы.
Указом Президиума Верховного Совета СССР от 11 января 1957 года за выдающиеся производственные достижения и получение высокого урожая сахарной свёклы Людмиле Михайловне Кравцовой было присвоено звание Героя Социалистического Труда с вручением ордена Ленина и медали «Серп и Молот».
После выхода на заслуженный отдых проживала в городе Рубцовске.
Умерла 4 июля 1996 года.

## Награды
- золотая звезда «Серп и Молот» (11.01.1957)
- орден Ленина (11.01.1957)
- другие медали.